# Décembre 1958

## Événements
- 1er décembre : Adolfo López Mateos succède à Adolfo Ruiz Cortines, à la présidence du Mexique.

- 4 décembre : premier vol du Baade 152.

- 5 - 13 décembre : première Conférence des Peuples africains à Accra.

- 7 décembre : élections à Berlin-Ouest et écrasante victoire des partis pro-occidentaux.

- 9 décembre : session inaugurale du premier parlement de la Ve République. Jacques Chaban-Delmas est élu président de l’Assemblée nationale et Gaston Monnerville, président du Sénat.

- 10 décembre : élection au Conseil fédéral suisse de l'agrarien bernois Friedrich Traugott Wahlen.

- 21 décembre : Charles de Gaulle est élu président de la République et de la Communauté française au suffrage indirect avec 77,5 % des voix, il succède à René Coty le 8 janvier 1959 (fin en 1969).

- 28 décembre : mise en œuvre du Plan Pinay-Rueff d'assainissement financier avec une dévaluation de 17,5 % et la création du nouveau franc.

- 29 décembre : début de la grève des réalisateurs de Radio-Canada, annonçant la Révolution tranquille.

- 31 décembre :  
  - Fidel Castro et ses guérilleros achèvent de prendre le contrôle de Cuba en faisant le siège de Santiago de Cuba. Après une ultime manœuvre pour rallier l’appui de l’administration Eisenhower, le dictateur Batista s’enfuit du pays.
  - France : création de l’Assedic (Association pour l’emploi dans l’industrie et le commerce).

## Naissances
- 1er décembre : Charlene Tilton, actrice américaine.
- 2 décembre : 
  - Norbert Haberlick, acteur français.
  - Fabien Lecœuvre, attaché de presse, chroniqueur télé et radio, et auteur d'ouvrages sur la chanson française.
- 6 décembre : Nick Park, réalisateur de films d'animation.
- 10 décembre : Cornelia Funke, écrivaine allemande de littérature de jeunesse.
- 11 décembre : Nikki Sixx, bassiste américain.
- 12 décembre : Sheree J. Wilson, actrice américaine.
- 17 décembre : Donald Payne Jr., homme politique américain († 24 avril 2024).
- 18 décembre : Geordie Walker, musicien britannique († 26 novembre 2023).
- 21 décembre : Hwang In-suk, poète moderniste sud-coréenne.
- 24 décembre : Lyse Doucet, présentatrice et correspondante.
- 25 décembre : 
  - Lucien Caveri, personnalité politique valdôtaine.
  - Alannah Myles, chanteuse.
- 26 décembre : 
  - David Miller, maire de Toronto.
  - Jean-Marc Aveline, cardinal français, archevêque de Marseille.
- 27 décembre :
  - Rita Kieber-Beck, femme politique, ministre du Liechtenstein
  - Marc Édouard Nabe, écrivain français.
- 28 décembre : Rafael Kamil Dzhabrailov, homme politique azerbaïdjanais († 30 septembre 2021).
- 29 décembre : Nancy J. Currie, astronaute américaine.
- 30 décembre : 
  - Steven L. Smith, astronaute américain.
  - Éric Coquerel, personnalité politique française.
- 31 décembre : Defao, chanteur de variétés africaines congolais (RDC) († 27 décembre 2021).

## Décès
- 18 décembre : Felipe Maeztu, officier français de la Légion étrangère (° 13 septembre 1905).
- 28 décembre : Georges Petit, sculpteur belge (° 14 mars 1879).